# 24-Stunden-Rennen von Le Mans 1938

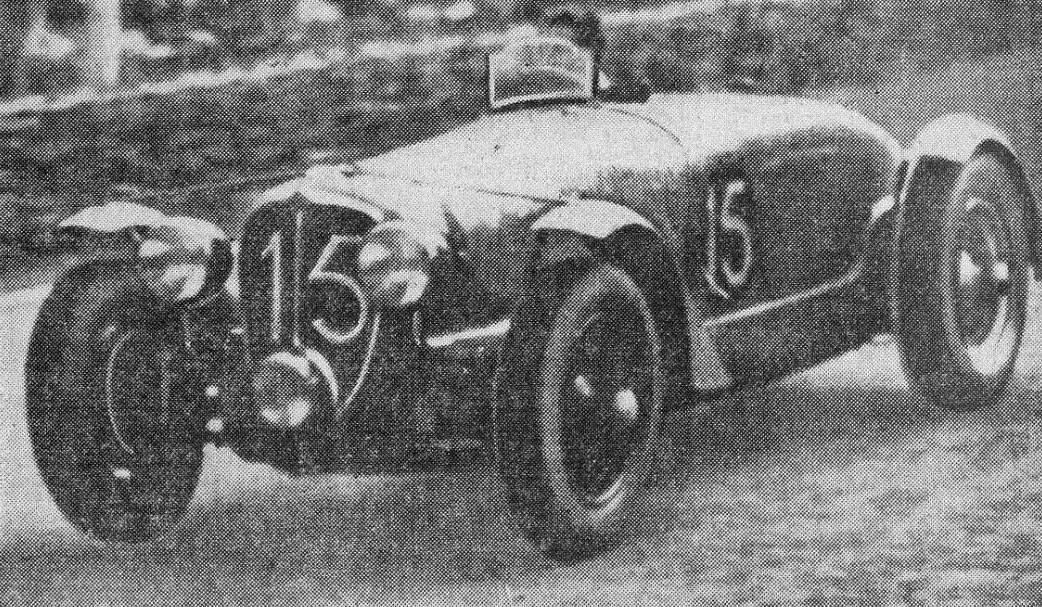
Delahaye 135CS, Siegerwagen von Eugène Chaboud und Jean Trémoulet

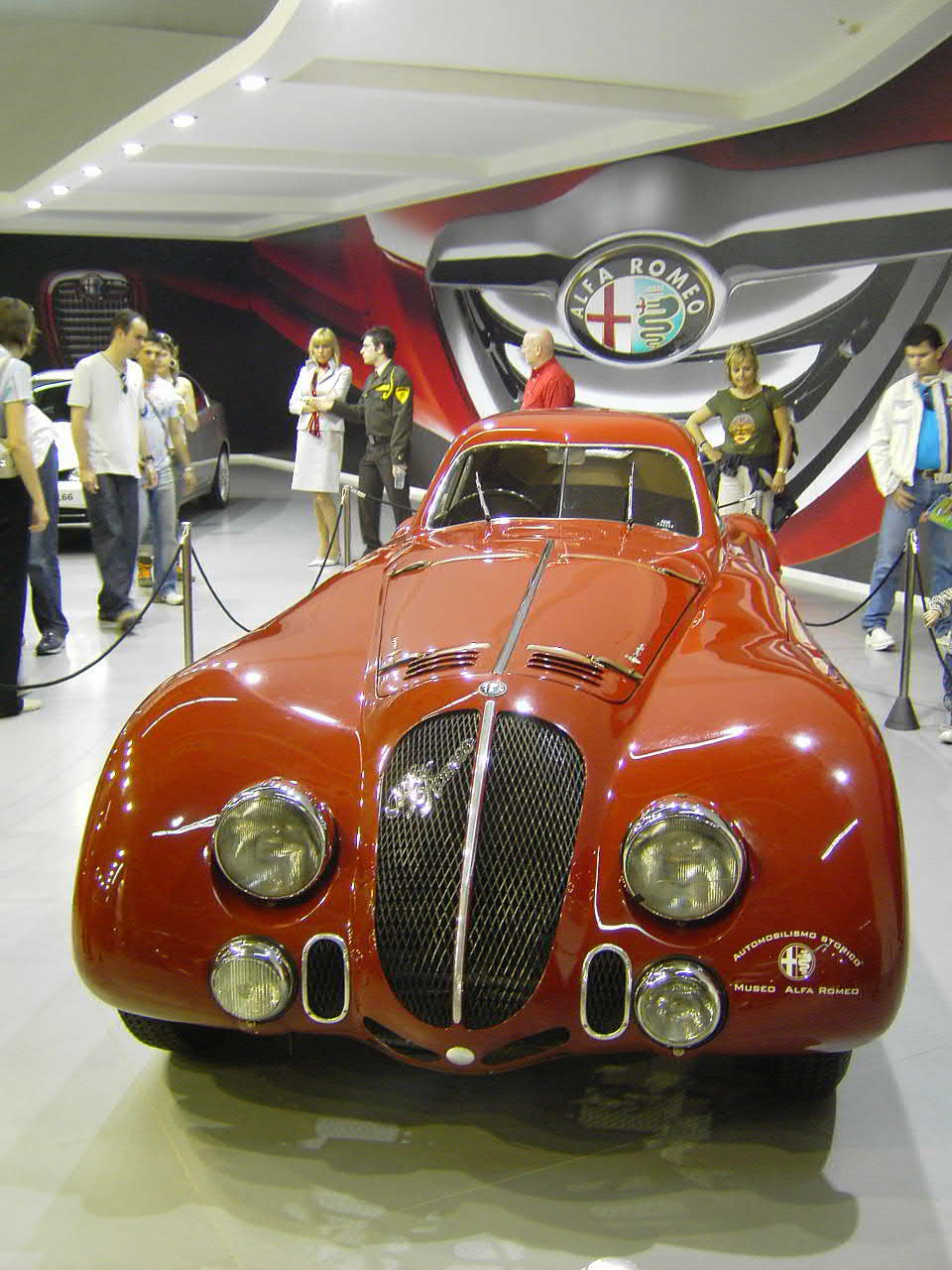
Der mit einem Vorsprung von zwölf Runden führende aber ausgefallene Alfa Romeo 8C 2900B Touring von Raymond Sommer und Clemente Biondetti

Das 15. 24-Stunden-Rennen von Le Mans, der 15e Grand Prix d’Endurance les 24 Heures du Mans, auch Les 24 Heures du Mans, Circuit de la Sarthe, fand vom 17. bis 18. Juni 1938 auf dem Circuit des 24 Heures statt.

## Das Rennen
Nach dem Erfolg von Bugatti beim 24-Stunden-Rennen 1937, erwartete die Fachwelt ein starkes Werksteam beim Rennen 1938. Aber Bugatti wollte nur ein Fahrzeug an die Sarthe schicken. Dieser Type 57 S/45 mit 4,5-Liter Achtzylindermotor und Stromlinienkarosserie wurde nach Problemen im Training nicht im Rennen eingesetzt. So war Vorjahressieger Jean-Pierre Wimille zum Zusehen verurteilt. Die Automobilnation Frankreich war dennoch stark vertreten. Acht – von privaten Teams eingesetzte – Delahayes waren am Start. Dazu kamen sechs Talbots, ein Delage, die Darl’Mat-Peugeots und zehn Simcas, die in den kleinen Klassen am Start waren. Aus Großbritannien kam in diesem Jahr kein Werksteam, alle Fahrzeuge wurden von Privatteams gemeldet. Zum ersten Mal war jedoch ein Morgan am Start, und der Atalanta war der erste Rennwagen mit Einzelradaufhängung, der in Le Mans das Rennen bestritt.
Wieder war aber Raymond Sommer der große Favorit auf den Gesamtsieg. Der Franzose – der das Rennen bisher zweimal, 1932 und 1933 mit Luigi Chinetti bzw. Tazio Nuvolari, gewinnen konnte – hatte bisher jedes Le-Mans-Rennen angeführt, das er bestritten hatte. Sommer fuhr gemeinsam mit dem italienischen Grand-Prix-Piloten Clemente Biondetti einen Alfa Romeo 8C 2900B Touring. Es war auch wenig überraschend, dass Sommer vom Start weg die Führung übernahm. Erster Verfolger war Luigi Chinetti auf einem Talbot T150, gefolgt von den restlichen hubraumstarken französischen Rennfahrzeugen. Im hinteren Feld kam es wieder zum britischen Ehewettstreit zwischen Tommy Wisdom, der einen Singer 9 Le Mans fuhr, und dessen Ehefrau Elsie auf einem MG P-Type. Beide sahen die Zielflagge nicht, und so ging das Duell unentschieden aus.
Am frühen Sonntagnachmittag lag der Sommer/Biondetti Alfa Romeo mit einem Vorsprung von zwölf Runden in Führung und fuhr einem sicheren Sieg entgegen. Nach einem Reifenschaden auf der Mulsanne wurde aber die hintere Aufhängung so schwer beschädigt, dass Sommer das Rennen aufgeben musste. Wieder hatte ein technischer Defekt einen Erfolg des Franzosen verhindert. So lagen plötzlich Eugène Chaboud und Jean Trémoulet auf ihren Delahaye Type 135 CS in Führung, die seit der ersten Rennstunde ohne fünften Gang fuhren. Das Rennen endete schließlich mit einem Doppelsieg für Delahaye vor dem Talbot von Jean Prenant und André Morel, die Dritte wurden.

## Ergebnisse

### Piloten nach Nationen
| 61 Franzosen | 14 Briten | 4 Deutsche | 3 Italiener | 1 Monegasse |
| 1 Schweizer  |           |            |             |             |

### Schlussklassement
| Pos.            | Klasse | Nr. | Team                              | Fahrer                                    | Chassis                          | Motor                           | Reifen | Runden |
| --------------- | ------ | --- | --------------------------------- | ----------------------------------------- | -------------------------------- | ------------------------------- | ------ | ------ |
| 1               | 5.0    | 15  | Eugène Chaboud et Jean Trémoulet  | Eugène Chaboud Jean Trémoulet             | Delahaye 135CS                   | Delahaye 3.6L I6                | D      | 235    |
| 2               | 5.0    | 14  | Gaston Serraud                    | Gaston Serraud Yves Giraud-Cabantous      | Delahaye 135CS                   | Delahaye 3.6L I6                |        | 233    |
| 3               | 5.0    | 5   | Jean Prenant                      | Jean Prenant André Morel                  | Talbot T150SS Coupe              | Talbot 4.0L I6                  |        | 219    |
| 4               | 5.0    | 10  | Louis Villeneuve                  | Louis Villeneuve René Biolay              | Delahaye 135CS                   | Delahaye 3.6L I6                |        | 218    |
| 5               | 2.0    | 24  | Emile Darl’Mat                    | Charles de Cortanze Marcel Contet         | Darl’Mat DS 402                  | Peugeot 2.0L I4                 |        | 214    |
| 6               | 2.0    | 28  | Adler                             | Petar Graf Orssich Rudolph Sauerwein      | Adler Super Trumpf Rennlimousine | Adler 1.7L I4                   |        | 211    |
| 7               | 1.5    | 33  | Adler                             | Otto Löhr Paul von Guilleaume             | Adler Trumpf Rennlimousine       | Adler 1.5L I4                   |        | 204    |
| 8               | 1.1    | 46  | Jacques Savoye                    | Jacques Savoye Pierre Savoye              | Singer 9 Le Mans Replica         | Singer 1.0L I4                  |        | 174    |
| 9               | 1.1    | 42  | Just-Émile Vernet                 | Albert Debille Guy Lapchin                | Simca Huit                       | Fiat 1.1L I4                    |        | 172    |
| 10              | 1.5    | 31  | Ecurie Lapin Blanc                | Peter Clark Marcus Chambers               | HRG Le Mans                      | Singer 1.5L I4                  |        | 170    |
| 11              | 1.1    | 48  | Victor Camerano                   | Victor Camerano Robert Klempeneré         | Simca Huit                       | Fiat 1.1L I4                    |        | 166    |
| 12              | 1.1    | 49  | Claude Bonneau                    | Claude Bonneau Anne-Cécile Rose-Itier     | MG PA Midget Special             | MG 1.0L I4                      |        | 165    |
| 13              | 1.1    | 40  | Miss P.M. Fawcett                 | Marjorie Fawcett Geoffrey White           | Morgan 4/4                       | Coventry Climax 1.1L I4         |        | 163    |
| 14              | 750    | 51  | Amédée Gordini                    | Maurice Aimé Charles Plantivaux           | Simca Cinq                       | Fiat 0.6L I4                    |        | 151    |
| 15              | 750    | 52  | Amédée Gordini                    | Albert Leduc Athos Querzola               | Simca Cinq                       | Fiat 0.6L I4                    |        | 140    |
| Ausgefallen     |        |     |                                   |                                           |                                  |                                 |        |        |
| 16              | 5.0    | 19  | Raymond Sommer                    | Raymond Sommer Clemente Biondetti         | Alfa Romeo 8C 2900B Touring      | Alfa Romeo 2.9L Supercharged I8 |        | 219    |
| 17              | 5.0    | 8   | Norbert Jean Mahé                 | T. A. S. O. Mathieson Freddie de Clifford | Talbot T150C                     | Talbot 4.0L I6                  |        | 159    |
| 18              | 5.0    | 7   | Jean Trévoux                      | Jean Trévoux Pierre Levegh                | Talbot T150C                     | Talbot 4.0L I6                  |        | 159    |
| 19              | 2.0    | 27  | Robert Hitchens                   | Robert Hitchens Mortimer Morris-Goodall   | Aston Martin Speed Model         | Aston Martin 2.0L I4            |        | 150    |
| 20              | 1.1    | 37  | Amédée Gordini                    | Amédée Gordini José Scaron                | Simca Huit                       | Fiat 1.1L I4                    |        | 140    |
| 21              | 1.5    | 36  | Pierre Ferry                      | Pierre Ferry Francis Noireaux             | Riley Sprite TT                  | Riley 1.5L I4                   |        | 127    |
| 22              | 1.1    | 43  | Amédée Gordini                    | Robert Lévy Albert Alin                   | Simca Cinq                       | Fiat 1.0L I4                    |        | 124    |
| 23              | 1.1    | 38  | Amédée Gordini                    | Jean Viale Jean Breillet                  | Simca Huit                       | Fiat 1.1L I4                    |        | 111    |
| 24              | 3.0    | 23  | Fernande Roux et Germaine Rouault | Fernande Roux Germaine Rouault            | Amilcar G36 Pegase Special       | Amilcar 2.5L I4                 |        | 101    |
| 25              | 5.0    | 4   | Luigi Chinetti                    | René Carrière René Le Bègue               | Talbot T150C                     | Talbot 4.0L I6                  |        | 101    |
| 26              | 5.0    | 12  | Georges Monneret                  | Georges Monneret Roger Loyer              | Delahaye 135CS                   | Delahaye 3.6L I6                |        | 88     |
| 27              | 5.0    | 6   | Luigi Chinetti                    | Louis Rosier Robert Huguet                | Talbot T150SS Coupe              | Talbot 4.0L I6                  |        | 81     |
| 28              | 1.1    | 47  | Team Autosports                   | James Donald Barnes Tommy Wisdom          | Singer 9 Le Mans Replica         | Singer 1.0L I4                  |        | 74     |
| 29              | 1.1    | 45  | Just-Emile Vernet                 | Gaston Marret Paul Samuel                 | Simca Huit                       | Fiat 1.0L I4                    |        | 69     |
| 30              | 5.0    | 3   | Luigi Chinetti                    | Philippe Étancelin Luigi Chinetti         | Talbot T150 SS Coupé             | Talbot 4.5L I6                  |        | 66     |
| 31              | 3.0    | 22  | Société R.V.                      | Louis Gérard Jacques de Valance           | Delage D.6-70                    | Delage 3.0L I6                  |        | 58     |
| 32              | 1.1    | 41  | Just-Émile Vernet                 | Just-Émile Vernet Suzanne Largeot         | Simca Huit                       | Fiat 1.1L I4                    |        | 55     |
| 33              | 5.0    | 21  | Marcel Horvilleur                 | Marcel Horvilleur Yves Matra              | Alfa Romeo 2300 Monza            | Alfa Romeo 2.9L Supercharged I6 |        | 53     |
| 34              | 5.0    | 11  | Joseph Paul                       | Marcel Mongin Robert Mazaud               | Delahaye 135CS                   | Delahaye 3.6L I6                |        | 50     |
| 35              | 1.1    | 50  | Miss Dorothy Stanley-Turner       | Elsie Wisdom Arthur Dobson                | MG PB Midget                     | MG 0.9L I4                      |        | 48     |
| 36              | 1.1    | 39  | Just-Émile Vernet                 | Angelo Molinari Georges Sarret            | Fiat 508S Balilla                | Fiat 1.0L I4                    |        | 40     |
| 37              | 1.5    | 29  | Raoul Forestier                   | Raoul Forestier Roger Caron               | Riley Sprite TT                  | Riley 1.5L I4                   |        | 30     |
| 38              | 5.0    | 1   | Ecurie Bleue                      | René Dreyfus Louis Chiron                 | Delahaye 145                     | Delahaye 4.5L V12               |        | 21     |
| 39              | 2.0    | 25  | Emile Darl’Mat                    | Jean Pujol Louis Rigal                    | Darl’Mat DS                      | Peugeot 2.0L I4                 |        | 18     |
| 40              | 5.0    | 2   | Ecurie Bleue                      | Gianfranco Comotti Albert Divo            | Delahaye 145                     | Delahaye 4.5L V12               |        | 7      |
| 41              | 2.0    | 26  | Emile Darl’Mat                    | Maurice Serre Daniel Porthault            | Darl’Mat DS                      | Peugeot 2.0L I4                 |        | 6      |
| 42              | 1.5    | 35  | Charles Morrison                  | Charles Morrison Neil Watson              | Atalanta                         | Atalanta 1.5L I4                |        | 4      |
| Nicht gestartet |        |     |                                   |                                           |                                  |                                 |        |        |
| 43              | 5.0    |     | Bugatti                           | Jean-Pierre Wimille                       | Bugatti Type 57 S/45             | Bugatti 4.5L I8                 |        | 1      |

1 zurückgezogen

### Nur in der Meldeliste
Hier finden sich Teams, Fahrer und Fahrzeuge die ursprünglich für das Rennen gemeldet waren, aber aus den unterschiedlichsten Gründen daran nicht teilnahmen.
| Pos. | Klasse | Nr. | Team               | Fahrer                    | Chassis         | Motor | Reifen |
| ---- | ------ | --- | ------------------ | ------------------------- | --------------- | ----- | ------ |
| 44   |        |     | Pierre Richard     |                           | Salmson         |       |        |
| 45   |        |     | T. E. Kinny        |                           | Lancia          |       |        |
| 46   |        |     | A. C. Scott        |                           | HRG             |       |        |
| 47   |        |     | Tommy Wisdom       |                           |                 |       |        |
| 48   |        |     | Arthur W. Fox      |                           |                 |       |        |
| 49   |        |     | John Horsfall      |                           |                 |       |        |
| 50   |        |     | Roger Labric       |                           | Bugatti         |       |        |
| 51   |        |     | T.A.S.O. Mathieson | T. A. S. O. Mathieson     | Bugatti Typ 57S |       |        |
| 52   |        | 20  | Hans Ruesch        |                           | Alfa Romeo      |       |        |
| 53   |        |     | Joseph Paul        |                           | Delahaye        |       |        |
| 54   |        |     | John Snow          |                           | Delahaye        |       |        |
| 55   |        |     | Austin             |                           | Austin          |       |        |
| 56   |        |     | Austin             |                           | Austin          |       |        |
| 57   |        |     | Austin             |                           | Austin          |       |        |
| 58   |        |     | Norbert-Jean Mahé  | Norbert-Jean Mahé Heonnet | Talbot T150C    |       |        |

### Biennale-Cup
| Pos. | Nr. | Fahrer                               | Chassis                          | Koeffizient | Platzierung im Gesamtklassement |
| ---- | --- | ------------------------------------ | -------------------------------- | ----------- | ------------------------------- |
| 1    | 28  | Petar Graf Orssich Rudolph Sauerwein | Adler Super Trumpf Rennlimousine | 2856,382    | Rang 6                          |
| 2    | 33  | Otto Löhr Paul von Guilleaume        | Adler Super Trumpf Rennlimousine | 2765,037    | Rang 7                          |
| 3    | 24  | Charles de Cortanze Marcel Contet    | Darl’Mat DS 402                  | 2896,981    | Rang 5                          |

### Index of Performance
| Pos. | Nr. | Fahrer                                | Chassis                          | Koeffizient | Platzierung im Gesamtklassement |
| ---- | --- | ------------------------------------- | -------------------------------- | ----------- | ------------------------------- |
| 1    | 51  | Maurice Aimé Charles Plantivaux       | Simca Cinq                       | 1.28000     | Rang 14                         |
| 2    | 28  | Petar Graf Orssich Rudolph Sauerwein  | Adler Super Trumpf Rennlimousine | 1.23600     | Rang 6                          |
| 3    | 33  | Otto Löhr Paul von Guilleaume         | Adler Trumpf Rennlimousine       | 1.23000     | Rang 7                          |
| 4    | 15  | Eugène Chaboud Jean Trémoulet         | Delahaye 135CS                   | 1.20900     | Gesamtsieg                      |
| 5    | 24  | Charles de Cortanze Marcel Contet     | Darl’Mat DS 402                  | 1.20400     | Rang 5                          |
| 6    | 14  | Gaston Serraud Yves Giraud-Cabantous  | Delahaye 135CS                   | 1.19900     | Rang 2                          |
| 7    | 46  | Jacques Savoye Pierre Savoye          | Singer 9 Le Mans Replica         | 1.19100     | Rang 8                          |
| 8    | 52  | Albert Leduc Athos Querzola           | Simca Cinq                       | 1.18500     | Rang 15                         |
| 9    | 42  | Albert Debille Guy Lapchin            | Simca Huit                       | 1.13300     | Rang 9                          |
| 10   | 49  | Claude Bonneau Anne-Cécile Rose-Itier | MG PA Midget Special             | 1.13200     | Rang 12                         |
| 11   | 10  | Louis Villeneuve René Biolay          | Delahaye 135CS                   | 1.11900     | Rang 4                          |
| 12   | 5   | Jean Prenant André Morel              | Talbot T150SS Coupe              | 1.11000     | Rang 3                          |
| 13   | 48  | Victor Camerano Robert Klempeneré     | Simca Huit                       | 1.09300     | Rang 11                         |
| 14   | 40  | Marjorie Fawcett Geoffrey White       | Morgan 4/4                       | 1.07200     | Rang 14                         |
| 15   | 31  | Peter Clark Marcus Chambers           | HRG Le Mans                      | 1.02400     | Rang 10                         |

### Klassensieger
| Klasse                                       | Fahrer              | Fahrer             | Fahrzeug                         | Platzierung im Gesamtklassement |
| -------------------------------------------- | ------------------- | ------------------ | -------------------------------- | ------------------------------- |
| Index of Performance – 1. Annual Cup des ACO | Maurice Aimé        | Charles Plantivaux | Simca Cinq                       | Rang 14                         |
| 13. Biennale Cup                             | Peter Graf Orssich  | Rudolph Sauerwein  | Adler Super Trumpf Rennlimousine | Rang 6                          |
| 3001–5000 cm³                                | Eugène Chaboud      | Jean Trémoulet     | Delahaye 135GS                   | Gesamtsieg                      |
| 1501–2000 cm³                                | Charles de Cortanze | Marcel Contet      | Darl’Mat DS                      | Rang 5                          |
| 1101–1500 cm³                                | Otto Löhr           | Paul von Guillaume | Adler Trumpf Rennlimousine       | Rang 7                          |
| 751–1000 cm³                                 | Jacques Savoye      | Pierre Savoye      | Singer 9 Le Mans Replica         | Rang 8                          |
| –750 cm³                                     | Maurice Aimé        | Charles Plantivaux | Simca Cinq                       | Rang 14                         |

### Renndaten
- Gemeldet: 58
- Gestartet: 42
- Gewertet: 15
- Rennklassen: 7
- Zuschauer: unbekannt
- Ehrenstarter des Rennens: Charles Faroux, Renndirektor
- Wetter am Rennwochenende: warm und trocken
- Streckenlänge: 13,492 km
- Fahrzeit des Siegerteams: 24:00:00,000 Stunden
- Gesamtrunden des Siegerteams: 236
- Gesamtdistanz des Siegerteams: 3180,940 km
- Siegerschnitt: 132.539 km/h
- Pole Position: unbekannt
- Schnellste Rennrunde: Raymond Sommer – Alfa Romeo 8C 2900B Touring (#19) – 5:13,800 = 154,783 km/h
- Rennserie: zählte zu keiner Rennserie